# Волинська духовна семінарія УПЦ (МП)
Волинська духовна семінарія — духовний навчальний заклад Волинської єпархії УПЦ МП у Луцьку. Історично була заснована як семінарія Російської православної церкви у 1796 році, закрита радянською владою у 1960-тих і відкрита знову як навчальний заклад Московського патріархату у 1990 році. 1992 році тодішнє приміщення семінарії було передано УПЦ КП і там стала діяти однойменна семінарія УПЦ КП, що згодом була перейменована на Волинську православну богословську академію. Волинській семінарії УПЦ (МП) облдержадміністрацією було виділено приміщення Домініканського монастиря.
Кілька випускників Волинської духовної семінарії були прославлені як святі Російської православної церкви: митрополит Одеський Анатолій (Грисюк), архієпископ Харківський Олександр (Петровський), єпископ Бежецький Аркадій (Остальський), священномученик Олександр Хотовицький.

## Історія

### У Російській православній церкві

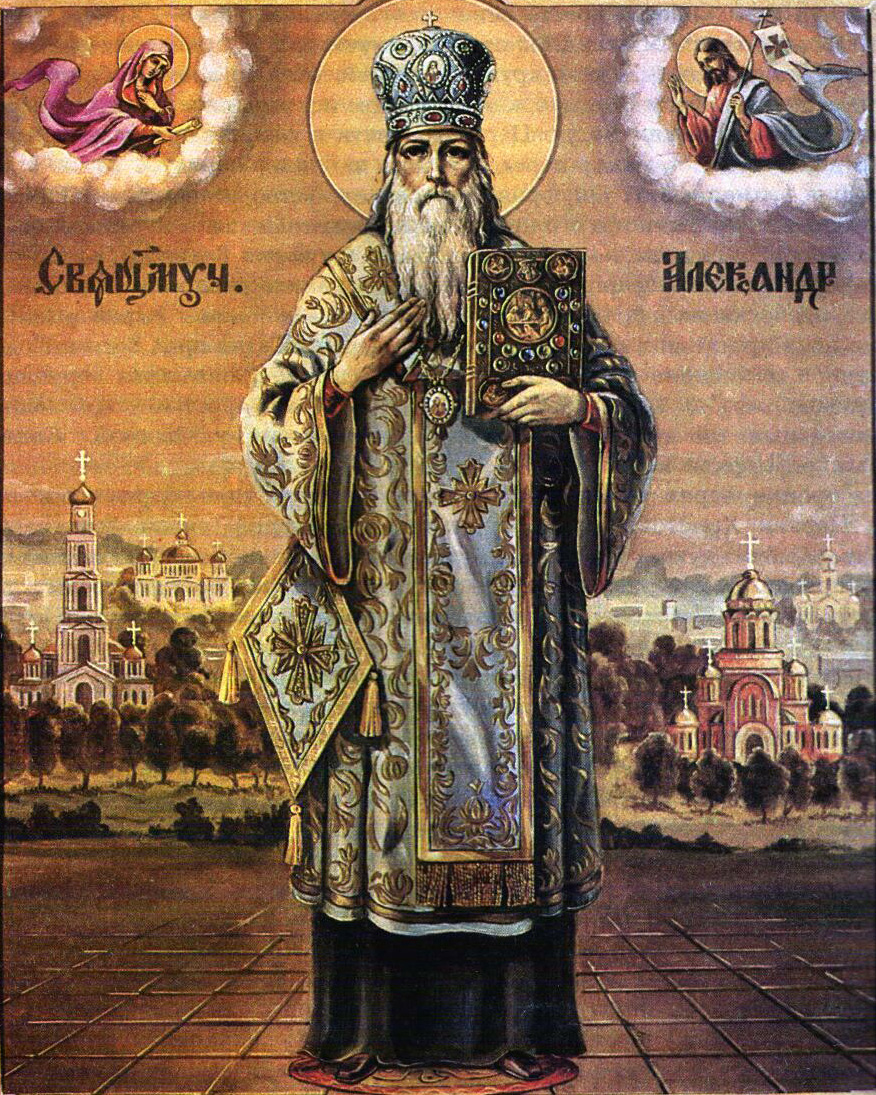
Священномученик Олександр (Петровський), випускник Волинської духовної семінарії

Волинська духовна семінарія була заснована 14 травня 1796 року, як «єпархіальна семінарія» за ініціативи першого (після приєднання Волині при Катерині ІІ до Російської імперії) Волинського єпископа Варлаама (Шишацького). У семінарію приймалися діти православного віросповідання від 7 до 15 років, які навчалися в базиліанських та єзуїтських школах Овруча, Межиріча та Острога. З часом кращих учнів посилали в Київську духовну академію. Розташовувалася семінарія в будівлі Преображенського монастиря в Острозі — колишньому центрі освіти на західній Україні. При семінарії діяла школа, яка мала на меті підготовку кандидатів у священство вільних парафій, які перейшли з унії в православ'я. У семінарії викладання проводилось латинською мовою, а в школі — російською.
Уже у 1803 році у Волинській семінарії навчалося 764 учні, з яких 163 — на казенному утриманні. Після пожежі 1821, який знищив будівлі семінарії, у 1825 році вона була переведена в Ганнопіль Острозького повіту.
У квітні 1836 року семінарія була переведена в Кременець. Це була одна з найбільших семінарій за кількістю вихованців. З 1836 року вона була розміщена в будинках колишнього польського ліцею, який був закритий за участь у польському повстанні і викуплений у графа Чацького духовно-навчальним відомством за 200 000 царських рублів асигнаціями.
У 1855 році в семінарії був відкритий місійний відділ.
Восени 1902 року семінарія була переведена в Житомир.

### У Польській православній церкві
У 1919 року Волинська духовна семінарія була повернена назад у Кременець, що тепер був на території Польщі, а її організацією зайнявся єпископ Кременецький Діонісій (Валединський). Польська влада спершу її підтримувала, вимагаючи натомість введення великої кількості полонознавчих предметів, але згодом, через поширені українофільські настрої, прагнула закрити.
У 1939 році, після поділу Польщі між СРСР та Німеччиною, семінарія була таки закрита.

### В Українському екзархаті Російської православної церкви
Після закінчення Німецько-радянської війни Волинська семінарія знову відродилася, але вже в Луцьку. Зусиллями єпископа Миколая (Чуфаровского) в 1945 році були відкриті пастирські курси, які у 1946 році були перейменовані у Волинську духовну семінарію. Починаючи з 1954 року почали розбудовуватися семінарські приміщення (аудиторії, спальні та господарські). C 1946 по 1964 рік семінарія встигла здійснити 17 випусків. Були роки, коли випускників 4-го класу налічувалося до 40 і більше осіб. Останній випуск налічував усього 6 учнів. Загалом упродовж двадцяти післявоєнних років семінарія випустила близько 500 священиків.
Під час хрущовських гонінь на церкву, з 1960 року, радянська влада впритул зайнялася семінарією. У 1961-1963 роках ніхто не зміг поступити у 1-й клас Волинської семінарії: три набори були зірвані. Указом Навчального Комітету від 15 березня 1964 року в серпні 1964 року після останнього випуску 5 осіб Волинська духовна семінарія припинила свою діяльність. Її викладацький склад був переведений в Одеську духовну семінарію.

### В Українській православній церкві

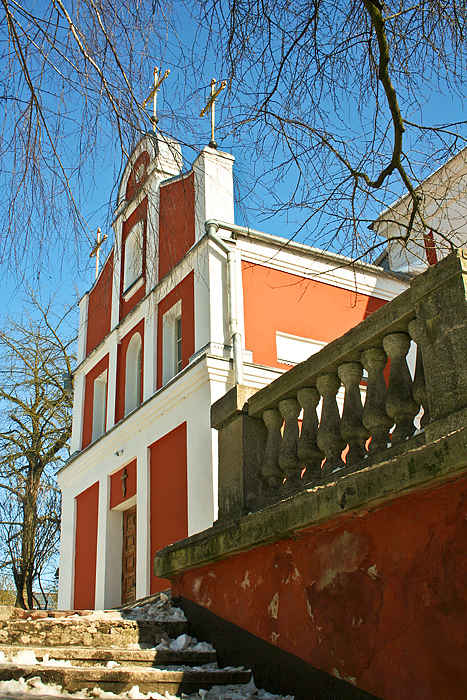
Вхід до семінарії

У жовтні 1990 року було відкрито Луцьке духовне училище УПЦ МП, а в 1991 році воно отримало статус духовної семінарії.
12 серпня 1992 року, згідно з розпорядженням Волинської облдержадміністрації від 11 серпня 1992 року кафедральний собор, будівлі єпархії і семінарії були передані Київському патріархату. Семінаристи і викладачі, що бажали лишитися у єдності з Московським патріархатом. Ректор Петро Влодек і 73 студента залишилися у складі УПЦ (МП), а 12 семінаристів перейшли до УПЦ КП, де згодом була створена Волинська православна богословська академія.
РПЦвУ зберегла в Луцьку тільки одну Свято-Покровську церкву, при якій було невелике приміщення для сторожа, де і розмістилися єпархіальне управління та семінарія. Заняття проходили в три зміни в сторожці Свято-Покровської церкви, семінаристи проживали на квартирах у віруючих.
У березні 1993 року за клопотанням єпископа Ніфонта (Солодухи), Волинська облдержадміністрація дала в оренду приміщення колишнього домініканського монастиря для тимчасового розміщення семінарії, де вона і знаходиться донині. Силами семінаристів були проведені ремонтні роботи класів і келій. В 1997-1999 роках були проведені зовнішні ремонтні роботи. У 1993 році було відкрито однорічні, а в 1996 році — дворічні курси регентів-псаломщиків при семінарії. З 27 липня 1997 року було відкрито заочний сектор семінарії.
У 2007 році в семінарії навчалося близько 140 студентів і працювало 30 викладачів.

## Кафедри і дисципліни
У семінарії існують чотири кафедри: богослов'я, біблеїстики, церковної історії та церковно-прикладних дисциплін.
На кафедрі богослов'я викладаються: догматичне богослов'я, патрологія, основне богослов'я, апологетика, наука і релігія, антропологія, космологія, катехізис, моральне богослов'я, новітні релігійні рухи, руська патристика, історія філософії, історія релігії, аскетика, логіка, пастирське богослов'я, порівняльне богослов'я, релігійна філософія.
На кафедрі біблеїстики: Священне Писання Нового Завіту, Священне Писання Старого Завіту, церковнослов’янська мова, давньогрецька мова, латинська мова, українська мова, сучасні іноземні мови, стилістика, українська література.
На кафедрі церковної історії: загальноцерковна історія, історія Помісних Церков, історія церковних розколів, історія Православ’я на Русі, новітня церковна історія, історія України, історія Волині, історія української культури.
На кафедрі церковно-прикладних дисциплін: літургіка, еортологія, сакраменталогія, канонічне право, місіологія, гомілетика, риторика, педагогіка, соціальна робота на приході, парафіяльне діловодство, юридичне забезпечення парафії, психологія, соціологія, інформатика, методологія викладання, методологія викладання богословських дисциплін, пастирська психіатрія, пастирський етикет, церковний спів, хорова музика, планування наукової діяльності, історія церковного співу, біблійна та християнська археологія.

## Ректори
- Христофор (Емауський) (1837 — ?)
- Феодосій (Шаповаленко) (21 жовтня 1848 — 3 грудня 1852)
- Єфрем (Рязанов) (3 грудня 1852—1857)
- Феофілакт (Губін) (11 грудня 1857—1860)
- Хотовицький, Олександр Антонович (1873)
- Симеон (Покровський) (6 вересня 1890—1893)
- Аркадій (Карпінський) (6 вересня — 6 жовтня 1893)
- Михаїл (Єрмаков) (6 жовтня 1893 — 7 січня 1899)
- Феодосій (Олтаржевський) (7 січня 1899—1901)
- Амвросій (Гудко) (1901—1904)
- Віссаріон (Зорін) (1905—1909)
- Неофіт (Осипов) (24 листопада 1909—1911)
- Аверкій (Кедров) (8 серпня 1911—1915)
- Микола (Кенарский) (1916)
- Єрофей (Померанцев) (22 вересня 1916 — 1 серпня 1917)
- протоієрей Яків Немоловський (1917—1919)
- Олексій (Громадський) (1921—1923)
- Симон (Івановський) (1 липня 1923 — 1 січня 1926)
- Антоній (Марценко) (1926 — листопад 1926)
- Микола Тучемский (1946—1959)
- Мефодій (Мензак) (9 грудня 1959—1962)
- Петро Влодек (1962—1964)
- Варфоломій (Ващук) (16 жовтня 1990 — вересень 1992)
- Петро Влодек (вересень 1992 — 13 липня 2006)[10]
- Нифонт (Солодуха) (13 липня 2006 — 26 лютого 2010) в. о.
- Сергій Миколайович Ющик (26 лютого 2010 — 25 серпня 2012)[11]
- Рустик Капауз (25 серпня 2012 — 27 травня 2017)[12]
- Євменій (Михайлевський) (з 27 травня 2017)[13]